# St. Peter und Paul (Eberswalde)
Die römisch-katholische Kirche Sankt Peter und Paul in Eberswalde wurde zwischen 1876 und 1877 errichtet. Das Kirchenensemble im Stil der norddeutschen Backsteingotik entstand nach Plänen des Kölner Architekten Vincenz Statz. Die nach den Heiligen Petrus und Paulus benannte Kirche wurde nach Zerstörungen im Zweiten Weltkrieg verändert wieder aufgebaut und ist seit 1992 als Kulturdenkmal geschützt. Sie gehört zur Pfarrei Heiliger Christophorus Barnim im Erzbistum Berlin.

## Lage

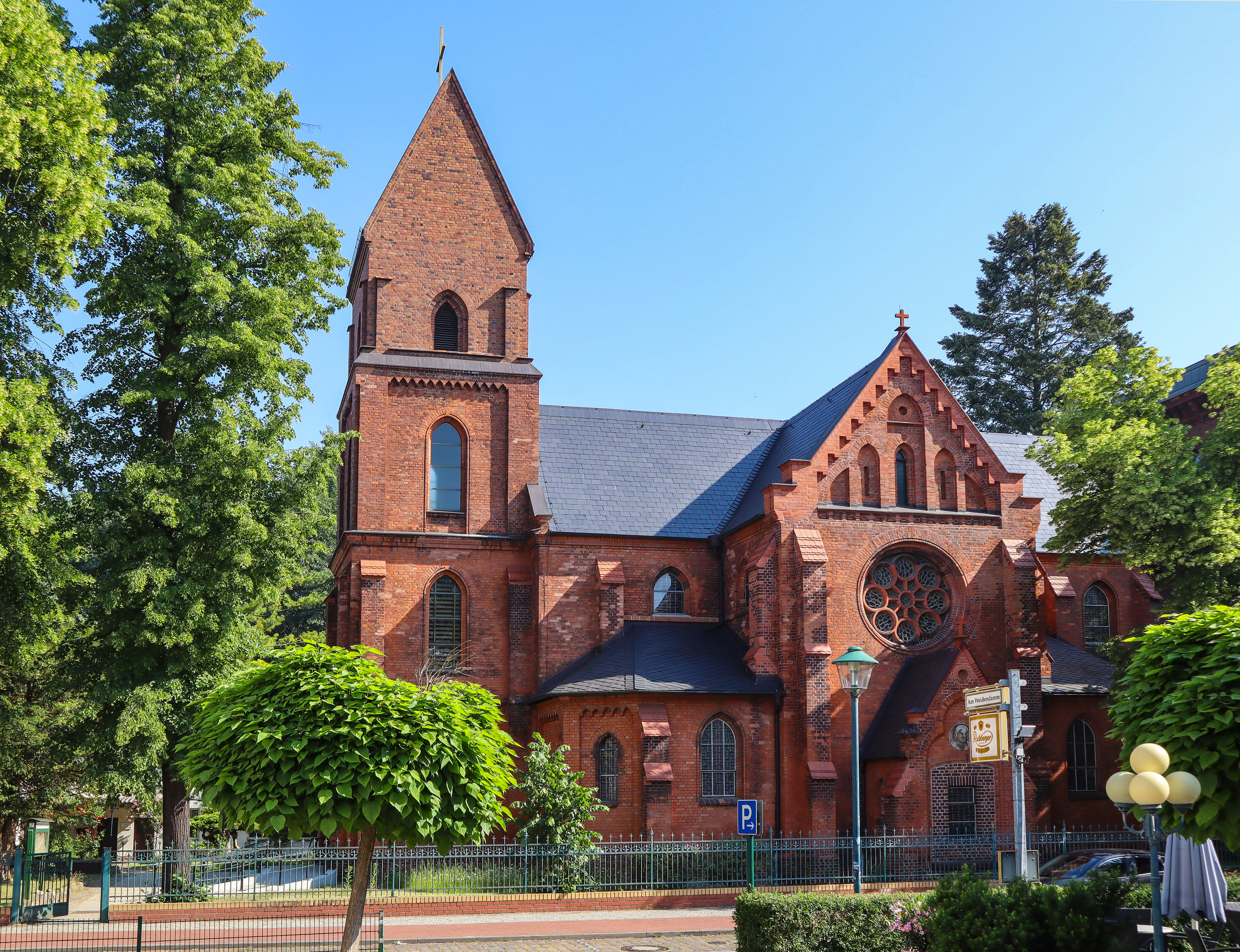
Südliche Ansicht des Kirchengebäudes vom Weidendamm aus

Das vielgliedrige Kirchengebäude von St. Peter und Paul steht westlich des historischen Stadtkerns. Das Ensemble aus dem Gotteshaus, dem östlich anschließenden Gebäude der Neuen Forstakademie (seit dem 21. Jahrhundert Stadtcampus der Hochschule für nachhaltige Entwicklung Eberswalde), dem südlich gelegenen Park am Weidendamm und dem Denkmal für den Forstwissenschaftler Bernhard Danckelmann sowie das Flüsschen Schwärze bilden ein eigenes städtebauliches Zentrum. Das Gelände der Kirchengemeinde liegt im Straßenkarree Puschkinstraße, Schicklerstraße, Friedrich-Ebert-Straße und Goethestraße. Von der Hochschule ist es durch den Fußweg Am Kienwerder getrennt.

## Geschichte

### Gemeindegründung
Die katholische Bevölkerung im damaligen Landkreis Oberbarnim war durch Zuzug westfälischer Kaufleute angewachsen und bildete um das Jahr 1847 eine eigene Gemeinde.
Für ein eigenes Kirchengebäude wurden frühzeitig Spendengelder eingeworben. Zunächst erwarb die Gemeinde mit Unterstützung des Kirchenvorstandsmitglieds Andreas Meyer im Jahr 1850 für 1537 Thaler, 8 Groschen und 11 Pfennige ein Grundstück in der Schicklerstraße Nummer 3a. Dort errichtete Maurermeister Schmidt binnen Kurzem ein Missionshaus, das eine Pfarrerwohnung, einen Schulraum und im Obergeschoss einen Kapellenraum beherbergte.
Hier feierte am 9. Juni 1851 Pfarrer Kunert aus Wriezen den ersten Gottesdienst für die Eberswalder Gemeinde. Die Baukosten für das Missionsgebäude betrugen 4087 Thaler, 20 Groschen und 1 Pfennig. Das Geld kam durch Bettelbriefe zusammen, davon etwa 22 Prozent vom Lyoner Missionsverein, zu rund 14 Prozent vom Bonifatius-Verein und der Rest aus privaten Spenden.
Nach dem Amtsantritt von Pfarrer Carl Harmuth am 14. September 1851 begann für die katholisch getauften Schulkinder Religionsunterricht, der im 14-täglichen Wechsel im Klassenraum einer protestantischen Schule und in einer Privatwohnung stattfand.

### Baugeschichte
Im Jahr 1870 wurde der als „Kirchenarchitekt“ bekannte Kölner Architekt Vincenz Statz für die Ausarbeitung von Bauplänen für das neugotische aus einheimischem Baumaterial zu errichtende Gotteshaus gewonnen. Der Kirchenvorstand genehmigte sie und übertrug dem Berliner Architekten C. Lewedag die Bauleitung. Vor Ort betätigte sich Maurermeister Schmidt maßgeblich an den Bauarbeiten. Am 24. März 1876 erfolgte der Erste Spatenstich und am 29. Juli die Grundsteinlegung. Nach 15 Monaten Bauzeit, am 8. November 1877 wurde die Kirchweihe gefeiert, zu der Ludwig Freiherr von Schlotheim, Regierungspräsident aus Potsdam, Theodor von Bethmann-Hollweg, Landrat des Kreises Oberbarnim sowie zahlreiche geistliche Würdenträger und Vertreter der Stadtgemeinde erschienen.

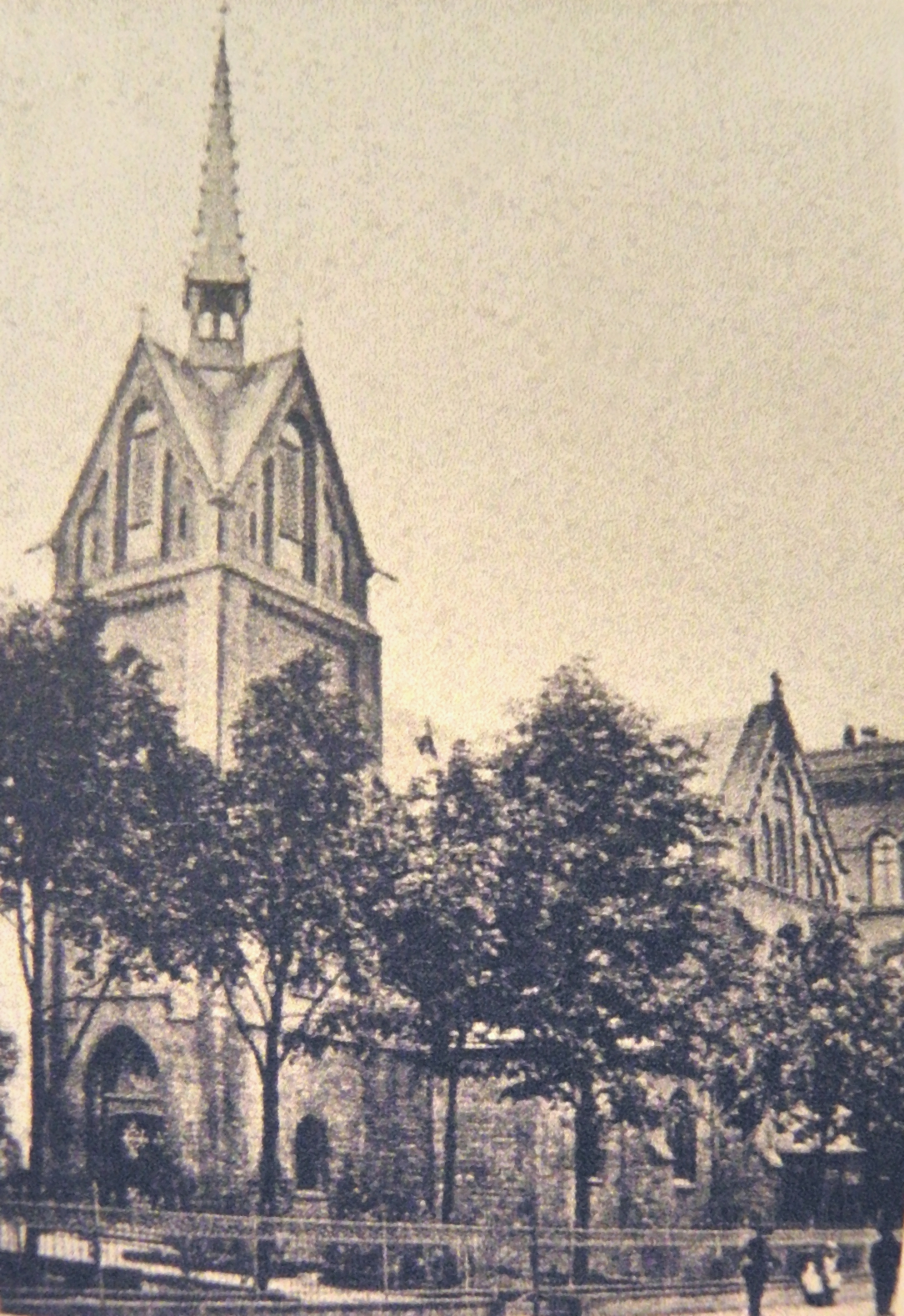
Ansicht des Kirchengebäudes um 1910

Das Gotteshaus ist der einzige Kirchenbau von Statz in der damaligen Mark Brandenburg. Während der Bauzeit wohnte der Architekt in Berlin, wohl bei seinem Sohn.
Die Baukosten beliefen sich auf 84.000 Mark, von denen der Breslauer Fürstbischof Heinrich Förster 4000 Taler (ungefähr 12.000 Mark) beisteuerte.
Seit dem Jahr 1886 ist das Kirchengrundstück durch einen eisernen Zaun gegen das Straßenland abgegrenzt.
Im Jahr 1894 wurden der aus „wenig wetterfestem Material [bestehende] und daher sehr schadhaft gewordene“ Kirchensockel saniert sowie das Pfarrhaus repariert.
In den 1930er Jahren kaufte die Gemeinde das westlich angrenzende Grundstück hinzu.

### Entwicklung der Kirchengemeinde
Am 31. Juli 1891 wurde die katholische Gemeinde Eberswalde zur „ordentlichen staatlich anerkannten Pfarrei“ erhoben. Sie umfasste in diesen Jahren etwa 500 Katholiken. Die Volkszählung im Dezember 1895 ergab bereits 728 Gemeindeangehörige, weitere 150 kamen aus dem Umland hinzu.
Einen bedeutenden Einfluss auf die Entwicklung nahmen der Oberforstmeister Bernhard Danckelmann, der auch langjährig einen Sitz im Kirchenvorstand innehatte, sowie Bernard Altum, ebenfalls Forstwissenschaftler und gleichzeitig langjährig als Priester dem Pfarrer dieser Gemeinde zur Seite stehend. Die Gemeinde ließ zu dessen Ehrung im Bereich der früheren Marienkapelle eine Gedenktafel anbringen.
Später gehörte die Pfarrei zum Archipresbyterat Frankfurt (Oder), mit dessen Gründung 1930 zum Erzbistum Berlin. Ab 1. Januar 1939 gehörte sie zum Dekanat Eberswalde, das mit diesem Datum aus dem Archipresbyterat Frankfurt (Oder) ausgegliedert worden war.

### St. Peter und Paul während der Naziherrschaft
Die Chronik 1938 zählt als Vereine der Gemeinde einen „Jungmännerverein“, Pfadfinder und einen „Katholischen Arbeiterverein“ auf, der sich 1932 noch in „Höchstform“ befunden habe.
Im Jahr 1934 griff die politische Entwicklung auch in das Eberswalder Gemeindeleben ein. Die Geistlichen betreuten nun Jugendliche in neu eingerichteten Arbeitsdienstlagern und in Landjahrheimen. Die Zahl der Katholiken im Ort sank indessen. Ende des Jahres 1934 war die Gemeinde Gastgeber für 50 Kinder aus dem Saarland, um sie dem Trubel der Volksabstimmung zum Anschluss an das „Großdeutsche Reich“ zu entziehen und die „Verbundenheit des gesamten deutschen Volkes mit ihrem Schicksal zu zeigen“. Zu Ostern des Jahres 1935 beschlagnahmten die Nationalsozialisten erstmals das „Kirchenblatt“, was sich in der Folge mehrfach wiederholte. Die Geheime Staatspolizei überwachte alsbald eine Feierstunde des Arbeitervereins im Stadttheater. Eine im Jahr 1936 beantragte Vergnügungsfeier des Pfarrvereins wurde nicht genehmigt, weil „die Veranstaltung von Vergnügungen nicht Aufgabe konfessioneller Vereine sei“, wie die Begründung lautete. Schließlich vermerkt die Chronik ab 1936 das Verschwinden von Pfadfindern und Frohscharen und die Etablierung von Jungvolk und BDM im Gemeindebild. Das am Fest Fronleichnam übliche Gemeindefest wurde im gleichen Jahr ebenfalls nicht genehmigt. Nachdem im Juni 1936 ein Wehrmachts-Schützenregiment in Eberswalde stationiert worden war, übertrug man Pfarrer Mirachi deren seelsorgliche Betreuung. Er begrüßte die rund 600 katholischen Armeeangehörigen am 2. August „als Bollwerk zum Schutz des Vaterlandes und des Glaubens“. In dieser Zeit durften Beamte nicht mehr Mitglieder in katholischen Vereinen und arbeitende Frauen nicht Mitglieder im katholischen Mütterverein sein. Zum Ende des Jahres 1937 untersagten die Stadtoberen schließlich den Kirchengemeinden den Religionsunterricht in Schulen.
Als weiteres Zugeständnis an den Zeitgeist hielt der Pfarrer anlässlich des Tages der Arbeit, wie die Feier zum Ersten Mai nun hieß, vor Beginn des Aufmarschs einen Gottesdienst für die Teilnehmer. Am 15. Dezember 1937 wurde das Kirchenblatt gänzlich eingestellt und die bisherigen Bezieher erhielten die Mitteilung: „Durch Verfügung der Geheimen Staatspolizei ist das Kirchenblatt auf unbestimmte Zeit verboten worden. […]“
Fremdnutzungen des Gotteshauses oder der Nebengebäude aus dieser Zeit bis zum Ende des Krieges sind nicht bekannt geworden.

### Zerstörungen in den 1940er Jahren und Wiederaufbau
Das Altstadtzentrum von Eberswalde, einer Stadt mit drei Rüstungsbetrieben, wurde am Ende des Zweiten Weltkriegs durch Bombenangriffe und bei den letzten Kämpfen zerstört. Die drei Gotteshäuser im Stadtzentrum erlitten starke Schäden, andere aufragende Gebäude brannten aus oder die oberen Etagen stürzten ein. Von St. Peter-und-Paul waren der Kirchturm und der Südgiebel des Haupthauses zerstört, auch die Orgel wurde durch einen Brandschaden unbrauchbar.
Der Turm erhielt um 1946 als Notmaßnahme ein niedriges hölzernes Flachdach, die zerstörten Fenster und Wandteile wurden durch Pappen und Bretter geschützt. Erst um 1950 wurden der Turm neu aufgemauert und die Südfassade ausgebessert. Die Mauerreparaturen sind teilweise durch die helleren Stellen erkennbar. Auch neue Kirchenfenster wurden eingesetzt, wie unter Kirchenschiffe dargestellt.
In den 1970er Jahren und danach erfuhr der Kirchenraum eine umfangreiche bauliche Veränderung entsprechend den Empfehlungen des Zweiten Vatikanischen Konzils. Das führte vor allem zur Umgestaltung des Altarraums und einer vereinfachten Farbgebung. Ab den späten 1990er Jahren konnte einiges auf den ursprünglichen Zustand zurückgeführt werden.
Im 20. Jahrhundert veränderte die Stadtverwaltung die Hausnummern in der Schicklerstraße, sodass aus den früheren Grundstücken Nummer 3/3a nun die Nummer 7 geworden ist.

### St. Peter und Paul nach 1990
Das Erzbistum Berlin und die Gemeinde selbst brachten ab den 1990er Jahren einige Instandhaltungsmaßnahmen ihrer Gotteshäuser auf den Weg, darunter Dach- und Fassadensanierungen sowie Erneuerung des Inneren der Kirchenschiffe und der Technik wie Läutewerke, Orgeln oder Heizung.
Zum 1. November 2003 fusionierten die vier katholischen Gemeinden aus Eberswalde, Finow, Bad Freienwalde und Wriezen zur Pfarrgemeinde St. Peter und Paul Eberswalde. Seitdem gehörten etwa 2100 Personen zur Kirchengemeinde (Stand im Jahr 2013) mit einem Einzugsgebiet auch aus dem Umland der vier Städte, das sich von Marienwerder im Nordwesten, Friedrichswalde im Norden, der Oder im Osten, Neuhardenberg im Südosten und Heckelberg im Süden erstreckt. Am 1. Januar 2021 fusionierte die Pfarrei St. Peter und Paul mit den Pfarreien Herz Jesu (Bernau), Mater Dolorosa (Berlin-Buch) und St. Konrad (Wandlitz) zur Pfarrei Heiliger Christophorus Barnim. Die Pfarrkirche ist die Herz-Jesu-Kirche in Bernau.

## Architektur

### Kirchenschiff
Das Kirchengebäude erhebt sich über einem kreuzförmigen Grundriss mit den Innenmaßen 13,80 m breit und rund 21 m lang. Es wurde vollständig aus rotem märkischen Backstein aufgemauert. Das Hauptschiff wird mit einem Kreuzgewölbe abgeschlossen, verklinkerte Säulen grenzen die Schiffe voneinander ab.
Beide Außengiebel des Querschiffs bilden einen Staffelgiebel und beide Fassaden sind mit großen Rosettenfenstern verziert. Der Kirchenraum erhält Tageslicht durch Spitzbogenfenster. Ursprünglich vorhandene Bleiglasfenster wurden in zeitgemäßer Form erneuert, wobei die Giebelrosetten mit buntem Kessel- oder Topfglas (auf dem Tiegelboden ausgehärtete Glasschmelzreste) versehen wurden, das mittels Betonverguss zu mosaikartigem Aussehen gelangte.
Zum Hauptportal auf der Westseite führen zwei Stufen hinauf. Eine mobile Rampe ist vorhanden. Die schwere Kirchentür wurde 1984 nach Entwürfen des Biesenthaler Künstlers Friedrich Schötschel mit Bibelmotiven und -sprüchen aus getriebenem Kupfer beschlagen. Die beiden Seiten zeigen die Leugnung des Petrus (linke Seite) und Die Blendung Paulus vor Damaskus (rechte Seite). Das innere nördliche Türblatt enthält ein Zitat aus der Apostelversammlung in Jerusalem (Apg 15,7 und 15,8), das südliche Türblatt gibt die ersten neun Zeilen vom Hohelied der Liebe  in leicht gekürzter Fassung wieder.

### Kirchturm
Ein dreifach abgetreppter Westturm, der ursprünglich mit einem spitzen gefalteten Pyramidendach abgeschlossen war, trug mittig eine Fiale als Dachreiter. Im Zuge von 1933 erfolgten Reparaturarbeiten am Turm und an der südlichen (rechten) Mauerwand wurde etwa ein Viertel des aus Zinkblech gefertigten Turmdaches erneuert. Die restlichen Teile des Daches erhielten im Dezember 1937 eine Zinkblech-Eindeckung.
Nach starken Kriegsschäden wurde der obere Turmbereich vereinfacht wieder aufgebaut und mit einem einfachen Satteldach versehen. Anstelle des Dachreiters erhielt der Turm ein 2,90 Meter hohes Stahlkreuz, das anlässlich der letzten Renovierungen im 21. Jahrhundert mittels Sponsoring der Sparkasse Barnim vergoldet werden konnte. In Höhe des ersten Stockwerks befindet sich im Turm ebenfalls ein Rosettenfenster, allerdings etwas kleiner als die an den Giebelseiten des Querschiffs.
Ohne das Kreuz und dessen Halterung ist der Turm 23,70 m hoch.

### Weitere Bauten
Pfarrhaus
Das erste Pfarrhaus war ein kleines Gebäude am hofseitigen Ende des Grundstücks, wie oben unter Missionshaus dargestellt. Die hinteren Teile waren im Frühjahr 1896 eingestürzt, sodass ein neues Wirtschaftsgebäude erforderlich wurde. Dieses Gebäude auf Holzrost kostete 3700 Mark und beinhaltete eine Waschküche, zwei Ställe, Toiletten, einen Depotraum und einen Trockenboden. Im Jahr 1932 erhielt das Haus eine neue Eindeckung aus „Barusinpappe“ (Bitumen-Dachbahnen mit Rohpappeeinlage), weil das vorherige undicht geworden war. Der frühere einzeln stehende Gemeinde- oder Pfarrsaal (St.-Berchmans-Saal), der zu Unterrichtszwecken und von den zahlreichen Vereinen genutzt wurde, reichte in den 1930er Jahren der wachsenden Gemeinde nicht mehr aus. Die Firma E. und P. Gundelack erhielt einen Planungs- und Ausführungsauftrag, die für rund 4100bReichsmark einen Anbau an das Wirtschaftsgebäude errichtete, um ein Vereinszimmer und eine Garage zu schaffen.
Im Zweiten Weltkrieg wurde der vordere Teil des ersten Pfarrhauses soweit zerstört, dass man es komplett abtragen musste. Die Kirchenleitung entschied mit Billigung der staatlichen Stellen der DDR, das frühere Wirtschaftsgebäude im Hofbereich zu einem Wohnhaus zu erweitern. Der vorherige frei stehende Gemeindesaal wurde dem Erweiterungsbau hinzugefügt. So entstand das noch heute erhaltene Pfarrhaus, dem als angepassten Schmuck eine Backsteinfassade mit einem stilisierten Kreuz vorgesetzt wurde. Wegen des feuchten Untergrundes ist die Standsicherheit inzwischen stark gefährdet und die Gemeinde erwägt einen kompletten Neubau (Stand im Oktober 2013).
Missionshaus für die Grauen Schwestern
In der Neuen Schweizerstraße 11 (heute Carl-von-Ossietzky-Straße) erwarb der damalige Pfarrer Langer im Jahr 1890 ein Grundstück und ließ dort nach Plänen und unter Leitung des Königlichen Landesbauinspektors Peweling aus Eberswalde auf seinen Namen ein Wohngebäude für die Pflegeschwestern („Elisabethschwestern“) errichten. Dies sollte später auch Sitz der Communicanden-Anstalt werden. Das Schwesternwohnheim konnte 1891 eingeweiht werden und bekam den Namen „Herz-Jesu-Anstalt“. Bis Dezember 1892 erhielt die Einrichtung eine Kapelle. Im 20. Jahrhundert dienten Teile des Baukomplexes zeitweilig als Kinderheim.
Aus finanziellen Gründen und wegen fehlenden Nachwuchses gab die Schwesterngemeinschaft die Herz-Jesu-Anstalt im Jahr 1969 auf.

## Ausstattung

### Chor und Hauptaltar
Eine polygonale Apsis mit Blindfenstern in drei Wandflächen bildet den Chor, die fensterartigen Rundnischen sind in drei Dreiergruppen gegliedert. Der Altar sowie die Kanzel und die Chorfenster wurden in Köln nach Entwürfen des Architekten angefertigt.
Ursprünglich befanden sich in den Nischen der Apsis Wandbilder mit Motiven aus dem Alten und Neuen Testament. In den Jahren 1936/1937 ließ die Gemeinde mit Hilfe einer vom Pfarrer bereitgestellten Spende in Höhe von 500 Mark den Altarraum renovieren. Vermutlich bei dieser Aktion wurden die Darstellungen durch vorgesetztes schmales Mauerwerk geschützt, die geweißten Flächen schmückte man mit gerahmten Apostel- und Heiligenbildern. Die früheren Wandbilder, gemalt im Jahr 1910 (wie aus einer Inschrift daselbst hervorgeht), wurden bei den Sanierungsmaßnahmen im Jahr 1994 zufällig entdeckt. Die Kirchengemeinde ließ sie freilegen und restaurieren.
|                        |                       |
| Nördliche Bildergruppe | Südliche Bildergruppe |

Die drei Bilder im nördlichen Bereich zeigen einen Siebenarmigen Leuchter, die Bundeslade und den Schaubrottisch des Jerusalemer Tempels. Im südlichen Bereich bilden ein Brunnen mit sieben Ausläufen (mittig), zwei durstige Hirsche (rechts und links) sowie die darüber schwebenden zwei Tauben und Hostie mit Kelch eine neutestamentliche Allegorie. In lateinischer Sprache finden sich unter den Bildernischen die (übersetzten) Inschriften „Sie werden mir ein Heiligtum bauen und ich werde in ihrer Mitte wohnen“ und „Ihr werdet voller Freude Wasser schöpfen aus den Quellen des Erlösers (des Heils)“ (Exodus 25,8 und Jesaja 12,3).
Die mittlere Nische wurde ursprünglich vom alten Hochaltar verdeckt und hatte deshalb keine figürliche und nur eine sparsame ornamentale Ausmalung. In ihr sind zurzeit im Sinne einer Zwischenlösung Bilder der Apostel Petrus und Paulus angebracht, die von der katholischen Gemeinde Eberswalde angekauft wurden. Es handelt sich um Kopien der Darstellungen aus der Peter-und-Paul-Kirche in Potsdam. Mittig über den Gemälden befindet sich ein etwa zwei Meter hohes Kruzifix, dessen Corpus vom alten Hochaltar stammt.
Der alte Hochaltar ist nicht mehr vorhanden. An seiner Stelle stehen ein schlichter Altartisch und mehrere Altarleuchter aus der Werkstatt von Friedrich Schötschel.

### Nebenaltäre
Am 19. Mai 1893 wurde links neben dem Altarraum der Seitenaltar zu Ehren der Gottesmutter Maria, auf der rechten Seite der Josefaltar aufgerichtet. Die beiden Altäre, angefertigt nach Entwürfen des Baumeisters Hertel aus Münster, wurden zu großen Teilen von der ortsansässigen Buchdruckerfamilie Müller finanziert. Der hiesige Bildhauer Miele hatte sie aus Eichenholz geschnitzt. Zuvor waren die Wände ausgemalt worden.
Diese Altäre wurden bei den Umbauarbeiten in den 1970er Jahren zurückgebaut. In den Nischen stehen nunmehr die erhaltene Marienstatue (links neben dem Chor), der Tabernakel (rechts neben dem Chor) in der früheren Taufkapelle, die ebenfalls erhaltene Josefstatue (links neben dem Portal) sowie eine Figur der Hl. Elisabeth (rechts neben dem Portal). Die Hl. Elisabeth ist eine Schenkung des Schwesternhauses „St. Maria Afra“ aus Ützdorf (2012), dass aufgegeben werden musste. Die Orgelbaufirma fertigte den hölzernen Wandhalter.

### Bilder
Im Jahr 1890 wurden aufgrund einer Spende in Höhe von 1116,25 Mark die Kreuzweg-Tafeln in Auftrag gegeben. Die aus Terrakotta gefertigten Halbreliefs entstanden nach Entwurf des Künstlers Woerl und wurden vom Tischlermeister Max Baronski aus Eberswalde in Eichenrahmen gefasst und 1893 gesegnet. (Auf dem historischen Bild der Marienkapelle sind einige an den Wänden links und rechts zu sehen). Nachdem diese in den 1930er Jahren an andere Stellen der Innenwände ohne Rahmen eingefügt und überstrichen wurden, ist ihr Verbleib unbekannt.

### Empore, Gestühl und weitere Ausstattung
Die kleine Westempore wird im Wesentlichen von der Orgel eingenommen.
Der Kirchenvorstand und die Bischöfliche Bau- und Kunstkommission sahen für die Spenden der Jahre 1936 und 1937 in Gesamthöhe von 3609 RM umfassende farbliche Änderungen von Kirchenwänden, Säulenbemalungen und dem Gewölbe vor. Die Arbeiten wurden dem Berliner Kirchenmaler Theodor Nüttgens übertragen, in deren Folge ein helleres Innere entstand, das dem gotischen Baustil des Sakralbaus besser als zuvor angepasst war. Außerdem wurde bei den Renovierungsarbeiten die Kanzel abgebaut, weil sie einen Teil des Hochaltars verdeckt hatte. Zwischen Marienaltar und Kommunionbank stellte man einen Ambo auf. Und schließlich erhielten die Glocken nun ein elektrisches Antriebssystem.
Die historische Kirchenbestuhlung empfand man in den 1970er Jahren als unzweckmäßig und unbequem. Die Kirchenbänke wurden erneuert. Insgesamt sind rund 200 Sitzplätze vorhanden.
Im Jahr 1984 sorgte der Künstler Friedrich Schötschel für eine weitgehend erneuerte Kirchenausstattung mit einem modernen Altartisch, Tabernakelstele, Ambo, sechs Altarstehleuchtern, Weihwasserschale und dem Taufbecken. Seit 1894 besaß die Gemeinde einen Taufstein aus weißem schlesischem Sandstein, den der Baumeister Franz Statz entworfen und der Steinmetz A. Dittmer ausgeführt hatte. Dessen Verbleib ist nicht bekannt.
In den 1990er Jahren wurden größere Eingriffe in die architektonische Gestalt der Kirche in angemessener Weise auf ihren ursprünglichen Zustand zurückgebaut. Die erhaltenen Kunstwerke aus den verschiedenen Zeiträumen sind gemeinsam im Kirchenraum angeordnet.
Die Monstranz und weitere historische Gegenstände wie z. B. Silberleuchter, Pluviale, Messgewänder und Ministrantenkleidung werden gesichert aufbewahrt und nur zu besonderen Anlässen benutzt, soweit das noch sinnvoll und möglich ist.

### Orgel
Nicht genau überliefert ist die Ausstattung mit einer ersten Orgel. Aus der Chronik geht lediglich hervor, dass im Jahr 1882 die Kirche durch „Schenkung der Herren Buchdruckereibesitzer Gebr. Müller hierselbst und durch Sammlung in der Gemeinde eine neue Orgel“ erhielt, „während die alte Orgel durch Vermittlung des hiesigen Orgelbauers Kienscherf verkauft wurde“.
Im Jahr 1929 sammelte die Kirchengemeinde wieder für eine „neue Orgel“ Geld. Die Finanzierung sollte hauptsächlich durch Monatsabgaben der Gemeindeglieder erfolgen. Und im Jahr 1930 ließ man die Empore für die neue Orgel um 1,5 Meter in den Kirchenraum vorziehen. Das Instrument hatte der Gemeindevorstand beim Orgelbauer Franz Caspar in Berlin-Reinickendorf bestellt. Weil die Firma nicht fristgemäß liefern konnte und wohl auch Qualitätsmängel befürchtet wurden, ging der Auftrag noch im November an W. Sauer Orgelbau Frankfurt (Oder). Ende Dezember 1930 wurde das Werk installiert und am 6. Januar 1931 wurde Orgelweihe des somit bereits dritten Instruments gefeiert.
Diese Orgel wurde zusammen mit dem teilweise eingestürzten Turm am Ende des Zweiten Weltkriegs vernichtet. 1950 erhielt die Kirche wieder eine Orgel. Diese stammt aus der Werkstatt von A. Kienscherf Nachf. Karl Gerbig aus Eberswalde. Ende der 1990er Jahre nahm die Eberswalder Orgelbauwerkstatt (eine Nachfolgeeinrichtung der früheren Werkstatt Kienscherf) eine Generalreparatur vor. Das sanierte Instrument wurde mit einem Konzert am 16. Januar 2000 eingeweiht.

### Glocken
Ein Geläut aus drei Glocken befindet sich in der Turmstube. Unmittelbar nach der Einweihung des Kirchengebäudes gab es hier nur eine kleine Bronzeglocke mit einem Durchmesser von 67 Zentimetern und kaum mehr als 50 Kilogramm Gewicht. Sie wurde 1917 „auf dem Altar des Vaterlandes“ zu Kriegszwecken geopfert und eingeschmolzen. Zehn Jahre nach Kriegsende begann die Sammlung von Spenden zur Herstellung eines kompletten Dreier-Geläuts (ein Glockenfonds). Im Jahr 1934 nahm die Gemeinde drei Bronzeglocken aus der Gießerei Petit und Gebrüder Edelbrock Westfalen in Gescher in Empfang. In der zweiten Novemberhälfte jenes Jahres feierte die Gemeinde die Glockenweihe, die der damalige Pfarrer Mirachi vornahm. Anwesend waren Vertreter der Stadtverwaltung und aller namhaften Vereine der Stadt sowie einige Kirchenvertreter. Die Herstellung hatte mehr als 3500 RM gekostet und kam durch mehrere Spenden von Geschäftsleuten und Privatpersonen zustande. Der Installation des Geläuts im Turm waren Untersuchungen vorausgegangen, ob der Turm die größere Masse und die Schwingungen ohne Schaden zu nehmen aushalten würde. Eingeläutet wurden sie am Vorabend des ersten Adventsonntags. Die zwei größeren Glocken wurden im Zweiten Weltkrieg wiederum eingeschmolzen.
Mit dem Wiederaufbau des zerstörten Kirchturms wurden neue Glocken gegossen, diesmal als Eisenhartgussglocken in der Glockengießerei Schilling und Lattermann in Morgenröthe-Rautenkranz. Die Gemeinde brachte dafür 1950 DM auf und beging am 10. November 1963 die (vorerst) letzte Glockenweihe.
| Name der Glocke    | Gewicht in kg         | Schlagton | Inschrift Deutsche Übersetzung | Bemerkung |
| ------------------ | --------------------- | --------- | --- | --- |
| St. Peter und Paul | 650 (1934) 655 (1963) | g         | (1934): „Laß’ tönen die Klänge ins weite Land und rufe die Christen auf Märk. Sand.“ (1963): „Heiliger Petrus, Erster und Haupt der Apostel, sei Fürsprecher für uns bei Gott.“          | Den Kirchenaposteln Peter und Paul geweiht, soll die Festtage einläuten. |
| St. Anna           | 500 (1934) 295 (1963) | b         | (1934): „Geschaffen von uns in schwerer Zeit, laß’ tönen die Klänge in Ewigkeit.“ (1963): „Heiliger Petrus, Prediger der Wahrheit unter den Aposteln, sei Fürsprecher für uns bei Gott.“ | Die Namensgebung nach der Hl. Anna nimmt gleichzeitig Bezug auf die Eberswalderin Frl. Anna Müller, aus deren Nachlass der Guss dieser Glocke finanziert werden konnte; Ave-Glocke. |
| St. Joseph         | 250                   | c         | „Jesus Christus heute und in alle Ewigkeit“ | Dem Hl. Josef gewidmet, Sterbeglocke. |

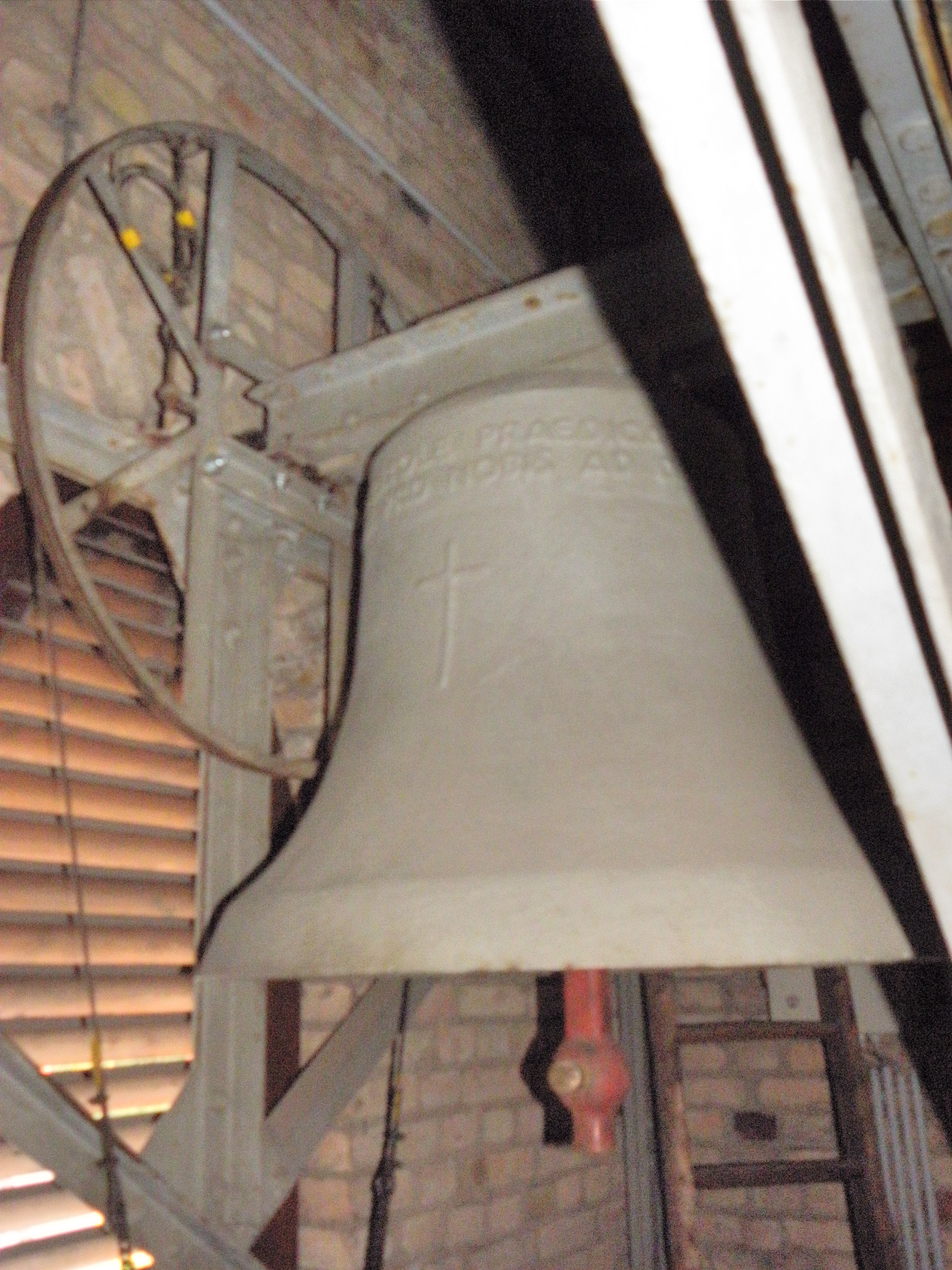
St. Anna
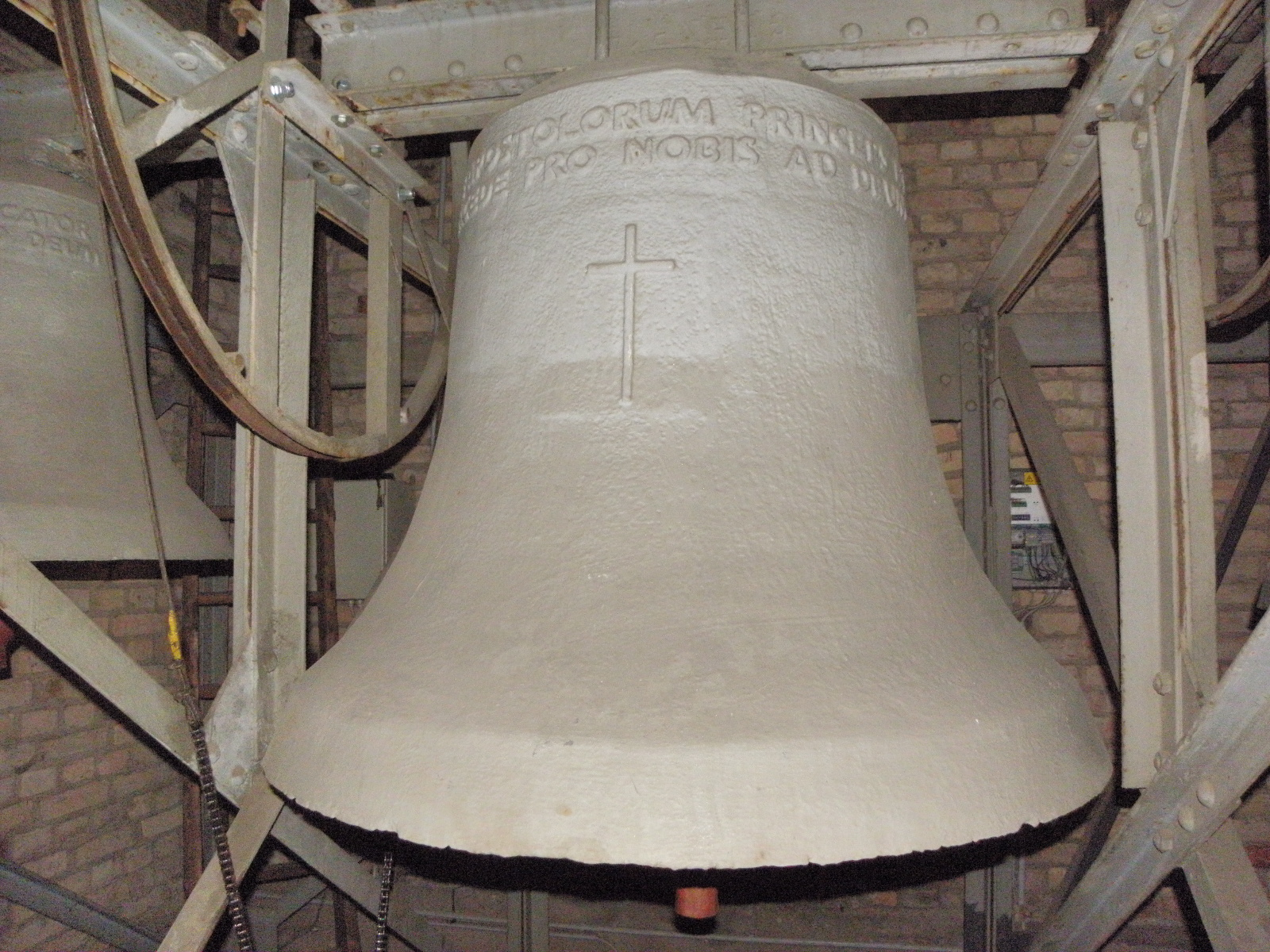
St. Peter und St. Paul
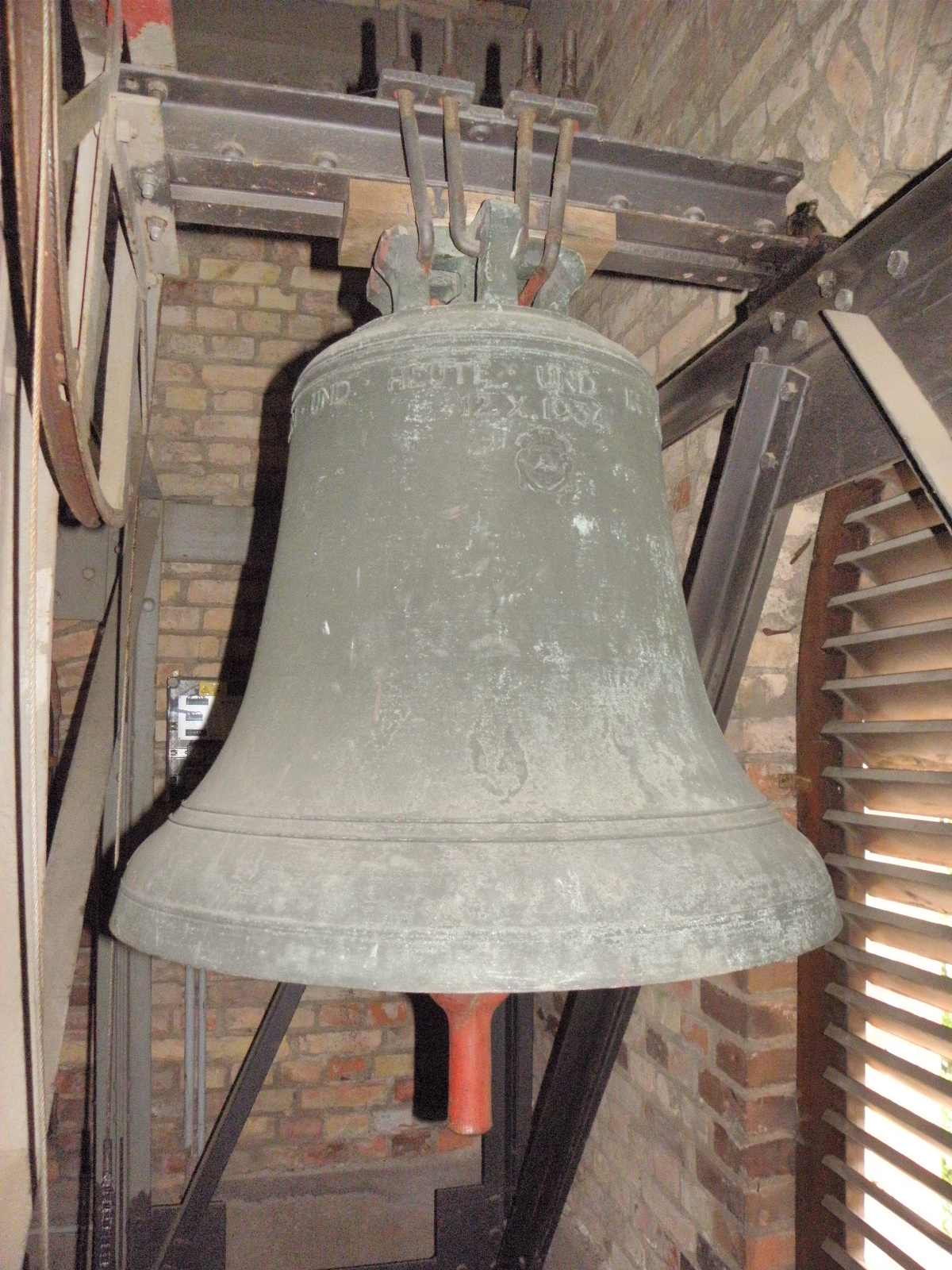
St. Josef

## Nutzung des Gotteshauses und Gemeindeleben
Die katholische Gemeinde Eberswalde und Umgebung umfasst die Gemeinden St. Peter und Paul, die Filialkirchen St. Laurentius in Wriezen, Heilige Theresia vom Kinde Jesu im Stadtteil Finow und Maria, Hilfe der Christen in Bad Freienwalde (Oder).
Es entstanden verschiedene kirchliche Vereine wie der Kirchengesangverein (1890), der St. Hedwigsverein (1892), ein Volksverein (1919) oder der Mütterverein (1931); viele verschwanden auch wieder, so der Kirchenchor oder der im Ersten Weltkrieg gegründete Volksverein, aus dem im Jahr 1930 der Katholische Pfarrverein hervorging.
Aktiv sind in den 2010er Jahren verschiedene Kreise, beispielsweise die Elisabeth-Frauen und die Kolpingsfamilie. Letztere setzt sich sehr für ein Sozialprojekt im portugiesischen Ort Lamego ein. Auch die Sternsinger sind einmal jährlich für den guten Zweck unterwegs.
Die Gemeinde beteiligt sich an regionalen Aktionen wie der „Nacht der offenen Kirchen“.
Die Eberswalder Gemeinde unterhält partnerschaftliche Beziehungen zur katholischen Münstergemeinde Sankt Paul in Esslingen am Neckar.

## Übersicht der Pfarrer der Gemeinde und ihrer Amtszeiten
- I., Carl Harmuth (1851–1860), zugleich auch Organist und Küster
- II., Amand Stritzke (1860–1866 [9. Juli]), legte eine „Baukasse“ für die geplante Kirche an, ebenso plante er die Anstellung von „Barmherzigen Schwestern“ für die Gemeinde und sparte dafür Geld an
- III., Franz Heckel (1866–1871 [9. Oktober]). In seiner Amtszeit wuchs die Zahl der Gemeindeglieder.
- IV., Carl Seltmann (1871–1884 [8. Juli]), begründete 1872 nunmehr die barmherzigen Schwestern als eine Station der Grauen Schwestern. Warb für den Bau der Kirche erfolgreich um weitere Geldspenden bei verschiedenen Bonifatius-Vereinen und bei Privatpersonen. Wechselte 1884 als Domkapitular nach Breslau.
- V., Emanuel Krones (1884–1889 [4. Mai]), begann sein Amt als „Hilfsseelsorger“, per Dekret 1886 zum Pfarrer ernannt
- VI., Adolph Langer (1889 [3. Oktober]–1892 [27. September]); Pfarr-Administrator; Hauptaufgaben waren Abtragen der Kirchenbauschuld in Höhe von rund 22.000 Mark und die Unterstützung der Katholischen Privatschule; übernahm 1890 auch die Militärseelsorge zu Angermünde. Im Dezember 1890 wurde er in das Pfarramt berufen. 1891 wurde ihm zusätzlich die Administration in Bernau bei Berlin und die Leitung der dortigen katholischen Privatschule übertragen.
- VII., Carl Ganse (1892–1897 [5. Januar]); Pfarr-Administrator, 1893 zum Pfarrer berufen
- VIII., Johannes Bapt. Feige (1897 [29. April]–1902); Pfarr-Administrator
- IX., Richard Barthel (1892 [21. Dezember]–1926 [4. November]); Pfarr-Administrator, ab 1893 zusätzlich Kreisschulinspektor für die katholischen Schulen im Aufsichtsbezirk Berlin III. Barthel war im Amt verstorben und erhielt von seiner Gemeinde ein Denkmal gestiftet, das am 26. Mai 1927 eingeweiht wurde.
- X., Martin Mirachi (1926–1954)
- XI., Eduard Heurich (1954–1959)
- XII., Kurt Reuter (1960–1965); in seine Amtszeit fällt die Installation der jetzigen Orgel. Er hat neben seiner Tätigkeit als Pfarrer hier sehr intensiv für die Versöhnung von Polen und Deutschen gearbeitet, was erst jüngst durch die Arbeit des polnischen Journalisten Robert Żurek erforscht worden ist.[42]
- XIII., Norbert Kaczmarek (1966–1970)
- XIV., Peter Roske (1970–1986)
- XV., Martin Pietsch (1986–1991)
- XVI., Bernhard Kohnke (seit 1991)

Quellen: Chronik 1938; auf zahlreichen Seiten (bis 1937) und Zuarbeit der Pfarrei im Oktober 2013 (ab 1938)